# Pandino
Pandino là một đô thị ở tỉnh Cremona, vùng Lombardia của Italia, có vị trí cách khoảng 30 km về phía đông của Milan và khoảng 50 km về phía tây bắc của Cremona. Tại thời điểm ngày 31 tháng 12 năm 2004, đô thị này có dân số 8.310 người và diện tích là 22,2 km².
Đô thị Pandino có các frazione (subdivision) Gradella e Nosadello.
Pandino giáp các đô thị: Agnadello, Dovera, Monte Cremasco, Palazzo Pignano, Rivolta d'Adda, Spino d'Adda.